# 達勒姆鎮區 (北卡羅萊納州達勒姆縣)
達勒姆鎮區（英語：Durham Township）是位於美國北卡羅萊納州達勒姆縣的一個鎮區。

## 地方資料
達勒姆鎮區的面積為106.70平方千米，皆為陸地。根據2020年美國人口普查的數據，當地共有人口121371人，而人口密度為每平方千米1,137.5人。